# Joël Pedro
Joël de Almeida Pedro (ur. 10 kwietnia 1992 w Pétange) – luksemburski piłkarz grający na pozycji ofensywnego pomocnika. Od 2012 jest zawodnikiem F91 Dudelange.

## Kariera klubowa
Swoją karierę piłkarską Pedro rozpoczął we francuskim klubie CS Sedan. W 2009 roku został zawodnikiem zespołu rezerw i przez trzy lata grał w nich w CFA 2 (piąty poziom rozgrywkowy). W 2012 roku przeszedł do F91 Dudelange. Swój debiut w tym klubie zaliczył 19 sierpnia 2012 w wygranym 5:1 wyjazdowym meczu z Union 05 Kayl-Tétange. W sezonie 2012/2013 wywalczył wicemistrzostwo Luksemburga. W sezonie 2013/2014 został mistrzem kraju oraz awansował ze swoim klubem do finału Pucharu Luksemburga (porażka 0:2 z FC Differdange 03). W sezonie 2014/2015 ponownie zagrał w finale krajowego pucharu (1:1 i porażka po rzutach karnych z FC Differdange 03).
| Sezon   | Klub          | Kraj       | Rozgrywki         | Mecze | Gole |
| ------- | ------------- | ---------- | ----------------- | ----- | ---- |
| 2009/10 | CS Sedan B    | Francja    | CFA 2             | ?     | ?    |
| 2010/11 | CS Sedan B    | Francja    | CFA 2             | 5     | 0    |
| 2011/12 | CS Sedan B    | Francja    | CFA 2             | 4     | 1    |
| 2012/13 | F91 Dudelange | Luksemburg | Nationaldivisioun | 20    | 3    |
| 2013/14 | F91 Dudelange | Luksemburg | Nationaldivisioun | 23    | 2    |
| 2014/15 | F91 Dudelange | Luksemburg | Nationaldivisioun | 20    | 1    |
| 2015/16 | F91 Dudelange | Luksemburg | Nationaldivisioun |       |      |

## Kariera reprezentacyjna
W reprezentacji Luksemburga Pedro zadebiutował 12 sierpnia 2009 w przegranym 0:1 towarzyskim meczu z Litwą, rozegranym w Luksemburgu, gdy w 76. minucie tego meczu zmienił Bena Payala.